# دهه ۱۵۸۰ (پیش از میلاد)
دهه ۱۵۸۰ (پیش از میلاد) صد و پنجاه و هشتمین دهه قبل از مبدا شروع تقویم میلادی است.